# Южно-Синьцзянская железная дорога
Южно-Синьцзянская железная дорога (кит. 南疆铁路, Наньцзян телу) — юго-западная ветка Ланьчжоу-Синьцзянской железной дороги в Китае. Строительство ветки началось в 1974 году, первым был сдан в 1984 году участок Турфан-Корла (457 км), в 1996-1999 был построен участок Корла-Кашгар (988 км). Открыта в 2000 году, соединяет Урумчи и Кашгар. В декабре 2010 года была продлена до Хотана. 17 июня 2022 года открыто движение по новому участку от Хотана до Жоцяна (Чарклыка), находящегося на сданной в эксплуатацию в декабре 2020 года линии из Голмуда (провинция Цинхай) в Корлу (Синьцзян-Уйгурский автономный район) протяженностью 1206 км. Таким образом, в 2022 году сформирована  железнодорожная кольцевая линия  вокруг пустыни Такла-Макан протяженностью 2712 км, включающая участки Корла-Кашгар, Кашгар-Хотан, Хотан-Жоцян, Жоцян-Корла.

## Кашгар-Хотанская железная дорога
Кашгар-Хотанская железная дорога ( 喀什至和田铁路 ) — продолжение ЮСЖД протяженностью 488 км от Кашгара на юго-восток, вокруг пустыни Такла-Макан, через оазисы Шулэ (Янгишар), Акто, Янгисар, Шачэ (Яркенд), Цзэпу (Посгам), Ечэн (Каргалык), Пишань (Гума), Моюй (Каракаш), до города Хотан.
| Станция         | Расстояние |
| Урумчи 乌鲁木齐 | 0          |
| Турфан 吐鲁番   | 143        |
| Хэцзин 和静     | 512        |
| Карашар 焉耆    | 543        |
| Корла 库尔勒    | 600        |
| Куча 库车       | 883        |
| Токсу 新和      | 922        |
| Аксу 阿克苏     | 1126       |
| Маралбаши 巴楚  | 1343       |
| Артуш 阿图什    | 1553       |
| Кашгар 喀什     | 1588       |

## Хотан-Жоцянская железная дорога
Хотан-Жоцянская железная дорога — продолжение ЮСЖД протяженностью 825 км от Хотана на восток по южной окраине пустыни Такла-Макан до поселка Жоцян (Чарклык). Расчетная скорость движения поездов 120 км/час. Часть железной дороги протяженностью 534 км находится в ветреной песчаной зоне, что составляет 65% от общей протяженности линии. Вдоль магистрали на площади 50 млн кв. м высажено 13 млн растений, которые устойчивы к условиям пустыни. На линии с 22 станциями расположено пять мостов и эстакад общей длиной почти 50 км. Линией Голмуд-Корла, на которой находится Жоцян, соединена с Цинхай-Тибетской железной дорогой. Образует также  железнодорожное соединение Кашгара с Ланьчжоу через Голмуд и Синин, альтернативное маршруту Кашгар-Урумчи-Ланьчжоу.

## Галерея
- Дорога до Кашгара
- Вокзал Кашгара